# Old Town (Nuevo México)
Old Town es un lugar designado por el censo ubicado en el condado de Luna en el estado estadounidense de Nuevo México. En el Censo de 2020 tenía una población de 27 habitantes y una densidad poblacional de 0,82 habitantes por km². Fue incluido como CDP en el censo de 2020.

## Geografía
Old Town se encuentra ubicado en las coordenadas 32°29′42″N 107°55′41″O / 32.49500, -107.92806. Según la Oficina del Censo de los Estados Unidos,  tiene una superficie total de 33 km², todos correspondientes a tierra firme.